# Clara Bohm-Schuch
Pour les articles homonymes, voir Schuch.
Clara Bohm-Schuch, née Clara Bohm le 5 décembre 1879 à Stechow (Empire allemand) et morte le 6 mai 1936 à Berlin (Allemagne), est une femme politique allemande, membre du SPD.

## Biographie
Après avoir étudié à l'école communale de Stechow, Clara Bohm sort diplômée de l'école de commerce à Berlin. Par la suite, elle travaille comme dactylographe et secrétaire jusqu'à son mariage en 1906 avec Willy Schuch, un correspondant commercial. Elle milite au sein de l'Association des travailleurs, écrit des poèmes et des essais et prend la parole lors de conférences. Elle s'engage aussi contre le taux élevé de mortalité infantile en Allemagne et appelle à la création de cliniques. Elle participe à des comités de protection de l'enfance et permet avec Emil Wutzky l'ouverture de la première maison pour la jeunesse ouvrière à Berlin. Pendant la Première Guerre mondiale, elle poursuit son combat pour la prise en charge sociale des enfants. De 1919 à 1922, elle est rédactrice en chef du magazine féminin du SPD Die Gleichheit (L'Égalité).
Entre 1919 et 1920, elle est députée à l'Assemblée nationale de Weimar, l'assemblée constituante de la nouvelle République allemande. Elle est ensuite députée au Reichstag jusqu'en 1933 et l'établissement de la dictature du Troisième Reich. Son activité parlementaire se concentre en particulier sur la protection des mères et des enfants. Après la prise de pouvoir par les nazis, elle est emprisonnée dans la prison pour femmes de Berlin (de) à partir d'août 1933. Incarcérée pendant seulement quinze jours, cela la détruit pourtant mentalement. Elle doit ensuite régulièrement se présenter à la police. Elle meurt le 6 mai 1936 et est enterrée le 12 mai au cimetière de Baumschulenweg (de), funérailles auxquelles assistent environ 5 000 personnes, ce qui a été perçu comme une manifestation silencieuse contre le régime nazi.

## Hommage

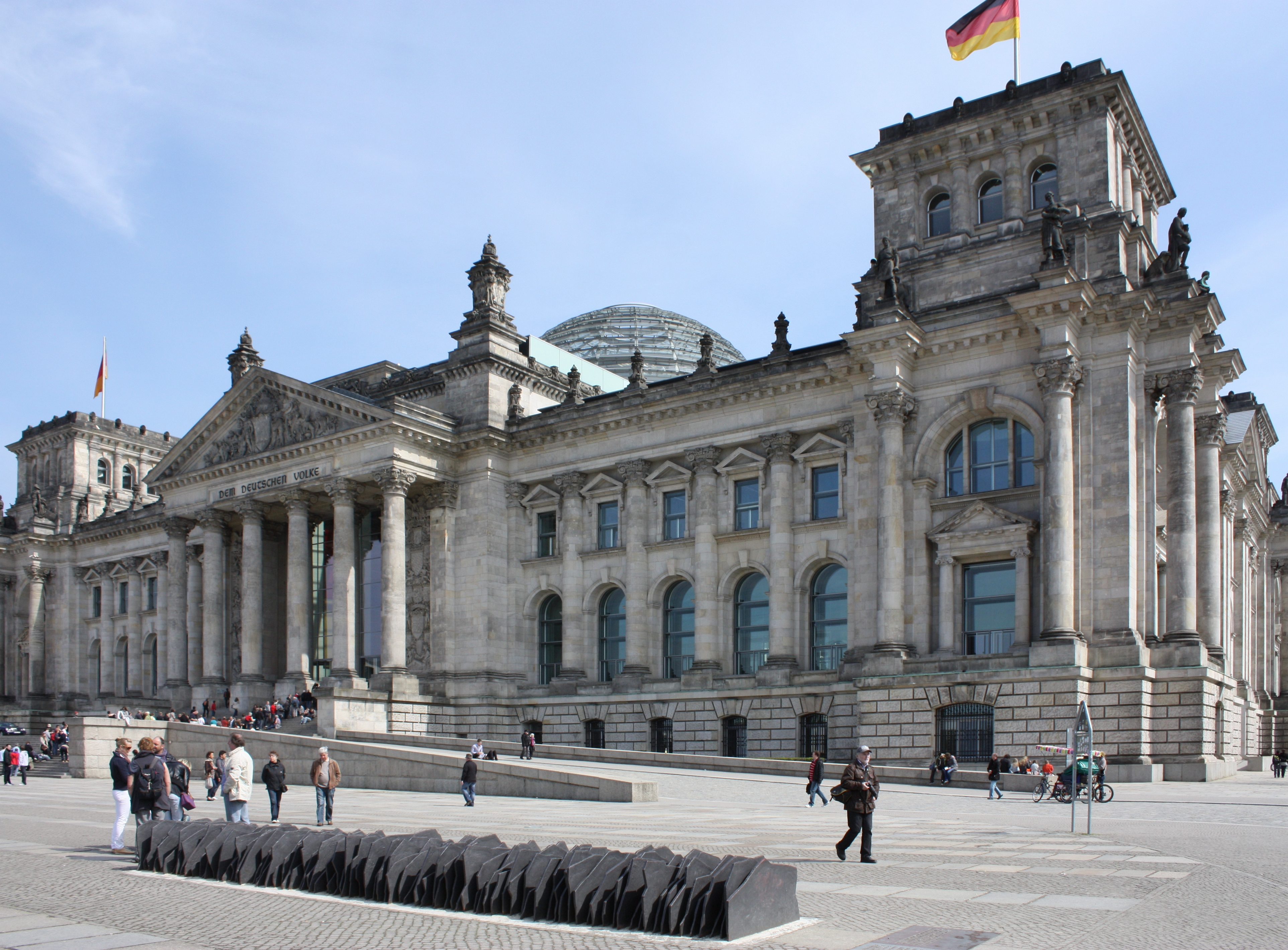
Mémorial en souvenir des 96 membres du Reichstag assassinés par les nazis.

Elle figure sur le Mémorial en souvenir des 96 membres du Reichstag assassinés par les nazis, situé devant le palais du Reichstag à Berlin.

## Ouvrages
- Die Kinder im Weltkriege. Internaternationale Korrespondenz, Berlin-Karlshorst, 1916.
- Alfred Mansfeld (Hrsg.) : Sozialdemokratie und Kolonieen. Mit Beiträgen von Eduard Bernstein, Clara Bohm-Schuch. u.a.und einem Vorwort von Julius Kaliski. Verlag der Sozialistischen Monatshefte, Berlin, 1919.
- Clara Müller-Jahnke : Ich bekenne. Die Geschichte einer Frau. Vorwort von Clara Bohm-Schuch. J. H. W. Dietz Nachf., Berlin, 1920.
- An die Mädchen! In : Arbeiter-Jugend. 1921. Digitalisat
- Willst Du mich hören? Weckruf an unsere Mädel. Verband der Arbeiterjugend-Vereine Deutschlands, Berlin, 1922.
- Warum die Mitarbeit der Frau in der Partei-Organisation? In: Die Frau in der Politik, Parteiarbeit, Arbeiterwohlfahrt, Erziehungsarbeit! Bericht von der Frauenkonferenz des Bezirks Hamburg-Nordwest der Sozialdemokratischen Partei Deutschlands am 4. und 5. Oktober 1924 in Bremerhaven. Schmalfeldt, Brème, 1924.
- Einführung in die Ideenwelt des Sozialismus. 1928.
- Der Weg des Schankstättengesetzes. In: Arbeiterwohlfahrt. 3 (1928), cahier 3, pages 69-74.
- Gedichte. Verlagsanstalt Victor Otto Stomps, Berlin, 1932.
- Oliver Igel (Hrsg) ; Clara Bohm-Schuch. „Der Menschheit Sehnsucht“. Gedichte und kurze Prosa aus der Geschichte der Sozialdemokratie. trafo Literaturverlag, Berlin 2013  (ISBN 978-3-86465-028-4).

## Sources
- (de) Cet article est partiellement ou en totalité issu de l’article de Wikipédia en allemand intitulé « Clara Schuch » (voir la liste des auteurs).